# Дамок (Бакау)
Дамок (рум. Dămoc) насеље је у Румунији у округу Бакау. Oпштина се налази на надморској висини од 261 m.

## Становништво
Према подацима из 2011. године у насељу је живело 3516 становника.